# Верх-Люкинское (сельское поселение)
Верх-Люкинское — упразднённое муниципальное образование со статусом сельского поселения в составе Балезинского района Удмуртии.
Административный центр — деревня Верх-Люкино.
Законом Удмуртской Республики от 17.05.2021 № 49-РЗ к 30 мая 2021 года упразднено в связи с преобразованием муниципального района в муниципальный округ.

## Население
| 2010 | 2012 | 2013 | 2014 | 2015 | 2016 |
| ---- | ---- | ---- | ---- | ---- | ---- |
| 508  | ↘497 | ↘485 | ↘457 | ↘443 | ↘420 |
| 2017 | 2018 | 2019 | 2020 | 2021 |      |
| ↘413 | ↘406 | ↘405 | ↘384 | ↘373 |      |

## Населённые пункты
В состав поселения входят такие населённые пункты:
| населённый пункт | Население, перепись (2010) |
| ---------------- | -------------------------- |
| Верх-Люкино      | 363                        |
| Возешур          | 28                         |
| Гуменки          | 10                         |
| Демино           | 42                         |
| Жобшур           | 29                         |
| Кузем            | 17                         |
| Мокино           | 0                          |
| Полишонки        | 18                         |
| Сизево           | 43                         |
| Ягошур           | 16                         |

### Упразднённые населённые пункты
Бывшие населенные пункты: Верхнее Анчихино, Пестешур, У Речки Кузи.

## Социальная инфраструктура
В поселении действуют одна школа (средняя в деревне Верх-Люкино), одно дошкольное учреждение (деревня Верх-Люкино), одна библиотека, один клуб, два фельдшерско-акушерских пункта. Основные предприятия: ОПС Верх-Люкино, ТПС Верх-Люкинский магазин, Сизевский магазин ТПС, Верх-Люкинский магазин «Лада», СПК «Правда», КФХ.